# 豐當 (葡萄牙)
40°8′N 7°30′W / 40.133°N 7.500°W
豐當（葡萄牙語：Fundão）是葡萄牙的城鎮，位於該國中部，由布朗庫堡區負責管轄，始建於1747年，面積700.20平方公里，2011年人口29,213，該城鎮人口密度每平方公里42人。